# Medaile Za budování Bajkalsko-amurské magistrály
Medaile Za budování Bajkalsko-amurské magistrály (rusky Медаль «За строительство Байкало-Амурской магистрали») je státní vyznamenání Sovětského svazu založené roku 1976.

## Historie
Medaile byla založena dekretem prezidia Nejvyššího sovětu Sovětského svazu dne 8. října 1976. Autorem vzhledu medaile je výtvarnice L. N. Peškova.

## Pravidla udílení
Medaile byla udílena aktivním účastníkům výstavby Bajkalsko-amurské magistrály (BAM), železniční tratě vedoucí z města Tajšet, kde se napojuje na Transsibiřskou magistrálu, pokračující do města Usť-Kut ležícím na řece Lena, dále pokračující do města Tynda a poté až do přístavního města Sovětskaja Gavaň. Udílena byla za vysoce kvalitní provedení projekčních a průzkumných prací, svědomitou práci v podnicích, institucích a organizacích přímo obsluhujících stavbu a budovatele železnice v rozhodném období od července 1974 do prosince 1985. Medaile byla zpravidla udílena dělníkům, technikům a technickým pracovníkům a dalším zaměstnancům, kteří pracovali na stavbě a na její údržbě po dobu nejméně tří let. Během devíti let byla medaile udělena přibližně 170 tisícům lidí, včetně členů Komsomolu, kteří pracovali na výstavbě BAM. Nominace na udělení této medaile mohly iniciovat správní, stranické, odborové a komsomolské organizace podniků, institucí a jiných organizací.

## Popis medaile
Medaile kulatého tvaru o průměru 32 mm je vyrobena z mosazi. Na přední straně jsou z profilu vyobrazeny tváře stavitelů, ženy a muže. V pozadí jsou kopce a vlak jedoucí po mostě klenoucím se přes řeku. Dole vlevo je nápis v cyrilici За строительство Байкало-Амурской магистрали. Na zadní straně je obraz slunce a železniční tratě mířící do dálky. Výjev je lemován vavřínovým věncem. Uprostřed je stuha s nápisem БАМ. V horní části je symbol srpu a kladiva. Všechny nápisy a motivy jsou konvexní. Vnější okraje medaile jsou vystouplé.
Medaile je připojena pomocí jednoduchého kroužku ke kovové destičce ve tvaru pětiúhelníku potažené hedvábnou stuhou z moaré. Stuha je široká 24 mm. Sestává uprostřed ze tří žlutých pruhů širokých 3 mm, které jsou od sebe odděleny dvěma šedými úzkými proužky. Na žluté pruhy z obou stran navazují tmavě zelené pruhy široké 6 mm. Oba okraje stuhy jsou lemovány světle zelenými proužky.